# Bollenplanter

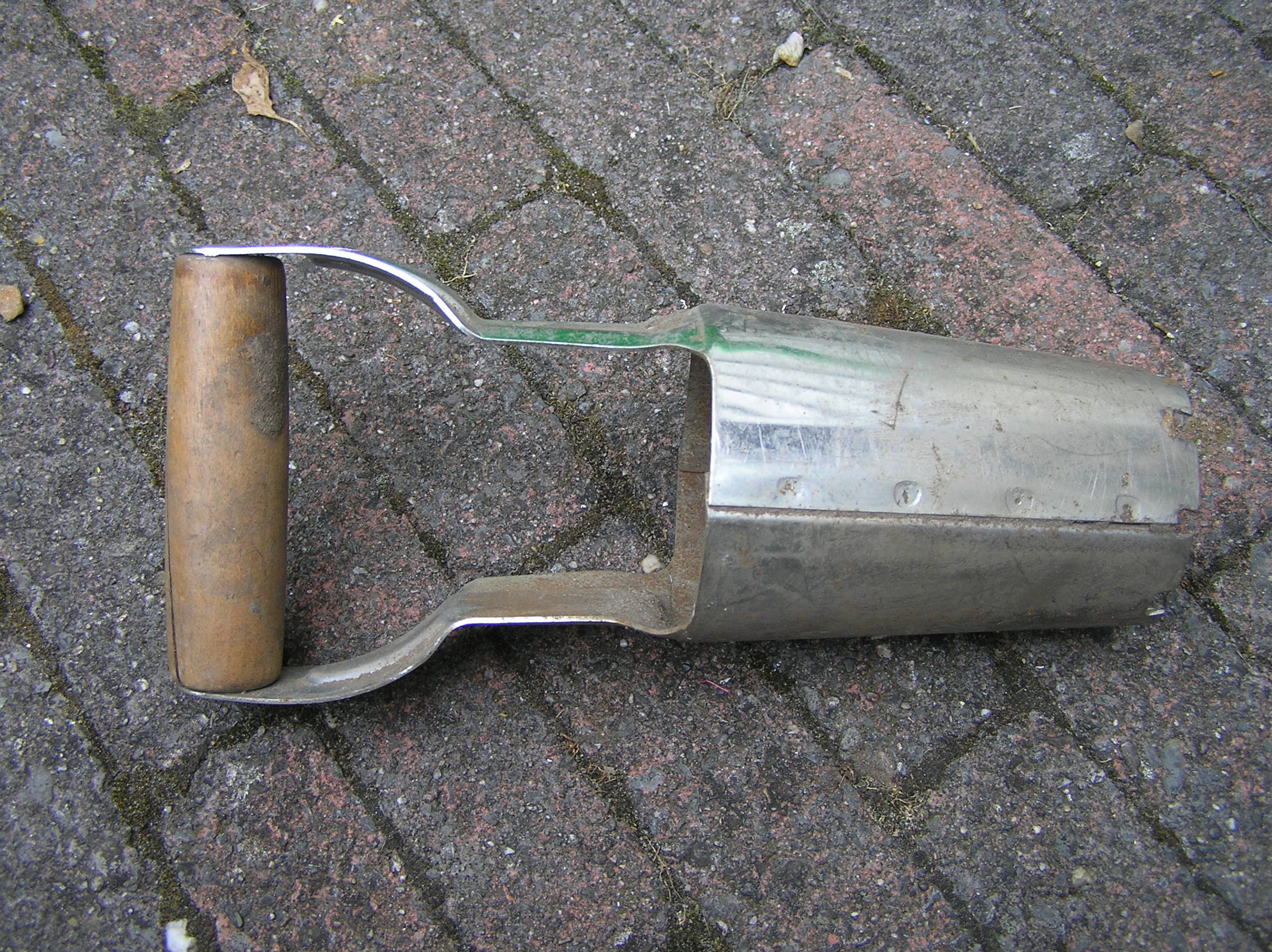
Bollenplanter

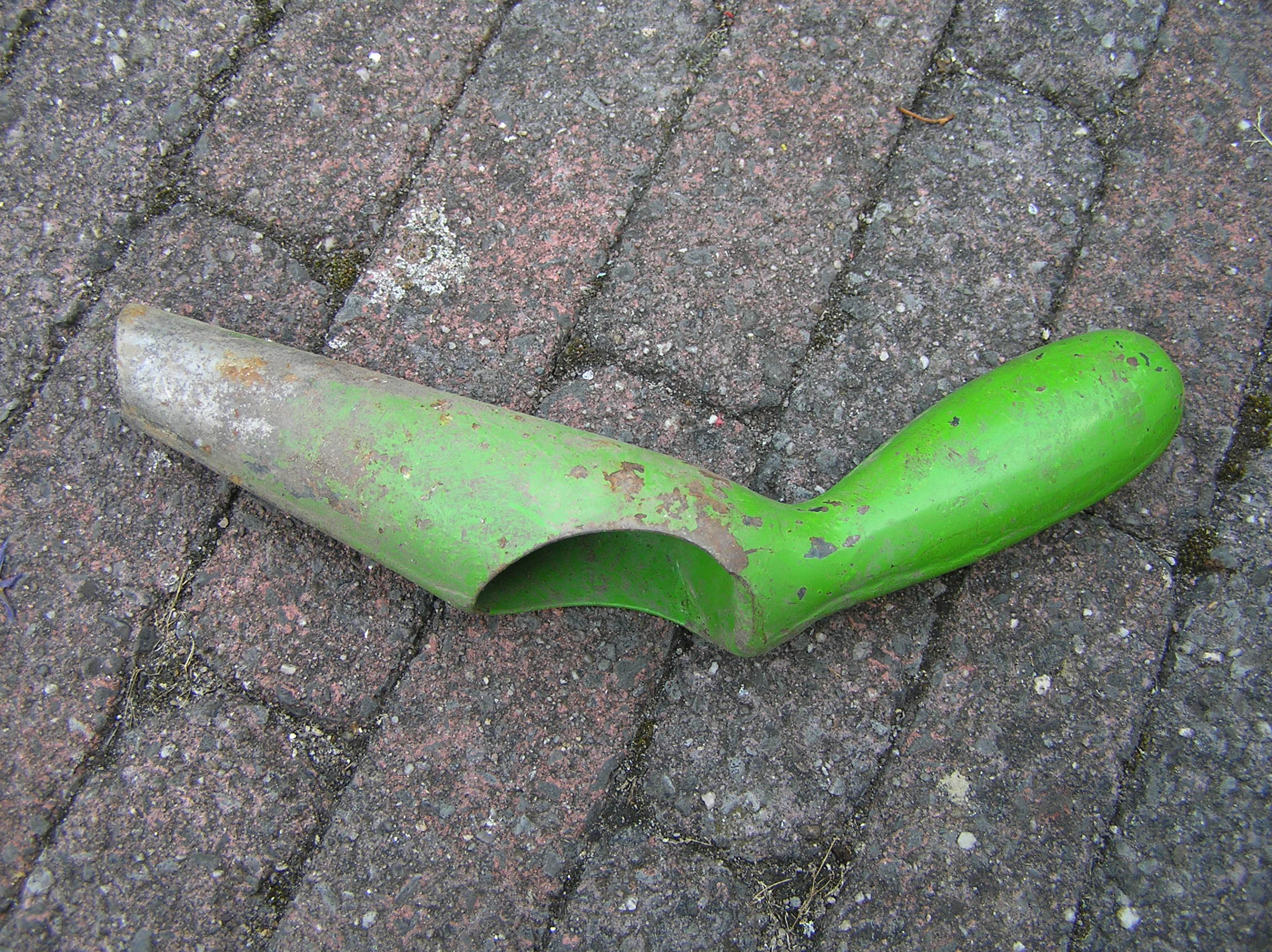
Klein model bollenplanter

Een bollenplanter (ook wel bollenpoter genoemd) is een tuingereedschap om bollen in de grond te planten (poten).
Het heeft bovenop een handvat, met daaronder een soort buis. Deze buis wordt in de grond gedrukt, en er weer uitgehaald, waarna er een gat in de grond is ontstaan. Hier kan de bol in geplant worden. Sommige van deze bollenplanters hebben een centimeter aanduiding op de buis gegraveerd waarmee de diepte in de grond bepaald kan worden.
Er is ook een bollenplanter die niet meer is dan een puntige korte stok met handvat, waarmee ook een gat wordt gemaakt in de grond. Dit is voor kleinere bollen.
De bollenplanters kunnen ook toegepast worden bij zaaien, verspenen en verpoten.